# NGC 5488
NGC 5488 (другие обозначения — IC 4375, ESO 384-58, MCG -5-33-48, AM 1405-330, IRAS14051-3305, PGC 50423) — галактика в созвездии Центавр.
Этот объект входит в число перечисленных в оригинальной редакции «Нового общего каталога».